# Hello Goggi
Hello Goggi è stato un programma televisivo italiano, andato in onda per 13 puntate a partire dal 27 settembre 1981 e condotto da Loretta Goggi. Si è trattato del primo varietà andato in onda su Canale 5.
La regia era affidata ad Enzo Trapani con i testi di Antonio Ricci, le coreografie di Gianni Brezza, la scenografia di Graziella Evangelista e la fotografia di Alberto Savi.

## Il programma

La Goggi in un momento del programma

Tra i molti ospiti intervenuti: Charles Aznavour, i Giants, Bobby Solo, Norma Jordan, Tullio De Piscopo e Tony Esposito, Patty Brard, Donatella Rettore, Gigi e Andrea, Massimo Boldi e Teo Teocoli, Maurizio Micheli, Mauro Di Francesco, Andy Luotto e Daniela Goggi, sorella della conduttrice. Tra le presenze fisse dello show figuravano anche il suo compagno Gianni Brezza, che presentava gli ospiti e con lei si esibiva in passi di danza. Non mancavano poi le imitazioni della Goggi, fra cui quelle di Alice, Heather Parisi, Donatella Rettore e Orietta Berti.
La sigla iniziale del programma era Hello Goggi, mentre la sigla finale era Il mio prossimo amore, grande successo di Loretta.
Nel corso dello show la conduttrice cantava le canzoni dell'album Il mio prossimo amore come Ti voglio non ti voglio, Penelope, Ora settembre, Assassina, Maledetta primavera, Se mi sposerò, E pensare che ti amo e Gnam Gnam (scritta da Cristiano Malgioglio e Corrado Castellari), quest'ultimo incluso alcuni anni dopo in varie raccolte.
In occasione dei 30 anni del programma, Rete 4 nel 2011 ha ritrasmesso tutte le puntate di Hello Goggi il sabato notte alle ore 01:45 circa con due puntate dello show, senza interruzioni pubblicitarie. Il programma è successivamente stato riproposto, sempre nel palinsesto notturno di Rete 4, all'interno del programma Ieri e oggi in TV.